# Актриса Весна
«Актриса Весна» — восьмой студийный альбом российской рок-группы «ДДТ», вышедший в ноябре 1992 года. Пластинка состоит преимущественно из лирических мелодических песен, самые ранние из которых были написаны ещё в начале 1980-х. Альбом «Актриса весна» Юрий Шевчук посвятил своей жене Эльмире, скончавшейся от рака в марте 1992 года. На обложке изображены её рисунки.

## Об альбоме
Идея записать альбом лёгких мелодических композиций (под названием «Джаз») возникла у Юрия Шевчука во время работы над альбомом «Оттепель». Шевчук отмечал, что музой для создания альбома ему служила его жена; в «Актрису Весну» вошло много её строчек, от которых Юрий отталкивался при написании песен. Создавалась «Актриса Весна» на Санкт-Петербургской студии грамзаписи в период с марта по август 1992 года, и, по словам участников коллектива, работа над пластинкой проходила в очень хорошей атмосфере, «без нервов», благодаря чему запись материала заняла лишь около двух недель.
По словам Вадима Курылёва, к началу 1990-х годов у ДДТ накопилось достаточно «мелодичных боевиков», а кроме того, были перезаписаны в профессиональных условиях несколько старых песен Шевчука («Дождь», «Фома»), выходивших ранее в магнитоальбомах; также в альбом вошла «облегчённая» версия песни «Актриса Весна» из альбома «Пластун» (на тот момент — ещё не выпущенного). В это время группа практически отказалась от протестных ритм-энд-блюзовых композиций, которые исполнялись в конце 1980-х («Мальчик-слепой», «Революция», «Пластун» и др.), хотя песни гражданской направленности присутствуют и здесь («Храм», «Родина»).
В ДДТ произошли очередные ротации в составе: по причине наркозависимости был уволен Никита Зайцев (придуманное им знаменитое соло в песне «В последнюю осень» на записи сыграл Александр Бровко). Андрей Васильев на студии появлялся редко. В группу взяли Рустема Ризванова (участвовавшего в записи альбома «Периферия»), находившегося без работы между Москвой и Петербургом. Ещё один новый музыкант — джазовый перкуссионист Яков Солодкий. Андрей Шепелёв должен был сыграть в нескольких песнях на педальной слайд-гитаре, но дело ограничилось одним треком на слайд-добро.
В конце 1995 года брат Александра Бровко — Валерий Бровко предложил сделать песни ДДТ в исполнении симфонического оркестра. Для примера он принес собранные на персональном компьютере модели оркестровок некоторых композиций. Проект этот был отклонен, но у В. Курылёва осталась на кассете гротескная версия «Родины».

## Композиции
Композиция «Дождь» впервые была записана в 1982 году для альбома «Свинья на радуге»; популярной же стала именно версия 1992 года. Игорь Тихомиров исполнил запоминающееся соло на безладовом басу; дальше в песне партию баса записал Курылёв — вариант Тихомирова казался слишком авангардным. Безладовая бас-гитара Ibanez на время была взята у Александра Титова. Этот инструмент можно услышать во многих песнях «Аквариума», в том числе в знаменитой «Город золотой».
«В последнюю осень» Шевчук написал в октябре 1990 года незадолго до московского мемориального концерта Виктора Цоя, во время выступления он посвятил эти стихи памяти певца. Во время записи «Последней осени» Вадим Курылёв играл на бас-гитаре Hofner, принадлежавшей Дмитрию Ашману, который тогда работал в группе «Спокойной ночи»; Ашман — левша, и Курылёву пришлось переставлять все струны на его гитаре, чем дополнялось сходство с Полом Маккартни — казалось, что инструмент позаимствовали у самих «Битлз». «В последнюю осень» попала в список «100 лучших песен XX века» радиостанции «Европа Плюс», заняв 30 позицию.
Песня «Фома» в 1980-х годах исполнялась Юрием Шевчуком сольно под акустику (пример — альбом Москва. Жара 1985 года). Песня «Храм» посвящена жертвам сталинских репрессий; реже употребляемое название песни — «Храм на крови».
Песню «Актриса Весна» Шевчук написал в ночь рождения сына Петра; утром он прибежал в роддом и прочитал жене стихи. Песня исполнялась на концертах ещё в конце 1980-х годов.
Песню «Родина» Шевчук сочинил её в 1989 году под впечатлением романа «Доктор Живаго» Бориса Пастернака. Он говорил, что трудно описать, за что конкретно люди любят свою родину, но он не представляет, как можно жить в другом месте. Юрий Шевчук: «…в этой любви мне всегда тяжело признаваться — она у меня чаадаевский носит характер. Я не шовинист — патриот, но в чаадаевском смысле слова, то есть вижу все минусы и считаю своим долгом об этом говорить, не замалчивать то, что нам мешает в России жить. Пытаюсь быть честным и искренним. Не знаю, как это у меня получается, но это очень важно…». 
На концертах песня часто исполняется без третьего куплета («Из-под чёрных рубах рвётся красный петух…»), хотя он уже существовал в её ранней версии (например, на концерте в ДК Ленсовета в ноябре 1989 года). Также на концертах строчка припева «Хоть и не красавица» часто заменяется на «Спящая красавица». На момент антивоенных концертов «Не стреляй!» 2008 года песня обрела новую аранжировку; эта версия входит в альбом Live In Essen. Начиная с 2017 года, Шевчук периодически завершает песню известной фразой Дмитрия Медведева «Денег нет, но вы держитесь!».
На песни «В последнюю осень» (1990, режиссёр Сергей Морозов), «У тебя есть сын» (1990), «Что такое осень» (1991) и «Дождь» (1992, режиссёр Борис Деденёв) сняты видеоклипы; аранжировка в каждом из них отличается от альбомных версий.

## Издания и оформление
Обложка альбома оформлена рисунками Эльмиры Шевчук при участии петербургского художника Валериуса. На передней стороне грампластинки размещена картина «Весна», на оборотной — «Осень». По той же схеме оформлено и яблоко диска: в одном случае он символизировал весну и был белым, в другом — чёрным, показывая осень. На вкладыше присутствует фотография Эльмиры; на виниловом издании напечатаны тексты всех песен.
Альбом вышел в 1992 году на компакт-кассете и виниловой пластинке; все CD-издания включают дополнительную песню «У тебя есть сын».
В 2012 году музыкальное издательство «Бомба-Питер» выпустило коллекционный винил «Актриса Весна». Новодел появился в двух вариантах: на классическом чёрном виниле и на модном белом. Общий тираж составил 1000 экземпляров, 300 из которых были белыми. Пластинки упакованы в разворотные конверты, на внутренней стороне которых размещены рисунки Эльмиры Шевчук. К изданию прилагается вкладыш с текстами песен и рисунками Валерия Валериуса. На этот раз винил «Актриса Весна» вышел в полной версии, включая трек «У тебя есть сын».

## Список композиций
Автор всех песен — Юрий Шевчук.

| Сторона А 1. «Дождь» — 5:03 2. «В последнюю осень» — 4:44 3. «Фома» — 6:50 4. «Родина» — 4:36 Сторона Б 1. «Храм» — 5:27 2. «Что такое осень» — 4:56 3. «Ночь» — 5:08 4. «Актриса весна» — 5:41 | 1. «Дождь» — 5:06 2. «В последнюю осень» — 4:47 3. «Фома» — 6:53 4. «Родина» — 4:38 5. «У тебя есть сын» — 3:32 (бонус CD-издания) 6. «Храм» — 5:31 7. «Что такое осень» — 4:58 8. «Ночь» — 5:11 9. «Актриса весна» — 5:43 10. «В последнюю осень» (ремикс К. Шумайлова, 1998 г.) — 5:03 (бонус переиздания 2001 года) |

## Участники записи

### Музыканты
- Юрий Шевчук — вокал, акустическая гитара
- Александр Бровко — гитара (1—3), губная гармошка (8), мандолина (1)
- Андрей Васильев — гитара (2—4, 6, 7)
- Игорь Доценко — барабаны, конги (1), бэк-вокал (8, 9)
- Вадим Курылёв — бас-гитара, бэк-вокал (2—4, 9), ак. гитара (8), 12-струнная гитара (1, 2, 7, 9)
- Андрей Муратов — клавишные, бэк-вокал (2, 8), звукорежиссура
- Рустем Ризванов — гитара[3] (3, 5, 8)
- Михаил Чернов — саксофоны (1, 3), флейта (4, 5, 7)
- Игорь Тихомиров — соло на безладовой бас-гитаре[3] (1), помощник звукорежиссёра
- Яков Солодкий — перкуссия[3] (3)
- Александр Беренсон — флюгельгорн[3] (6)
- Андрей Шепелёв — National Dobro[3] (8)

### Другие
- Спонсоры записи и выпуска — ассоциация «OILCO» (Санкт-Петербург), «Bosco di Ciliegi», МПП «Наступны крок» (Минск) и Евгений Фёдоров
- Александр Докшин, Игорь Булаховский, Юрий Богданов, Феликс Гурджи, Игорь Дельгядо, Юрий Морозов — инженеры записи
- Леонид Мусаев — гитарные усилители
- Борис Деденёв, Юрий Рябинин, «ТВ-Нева» — съёмка клипов и работа на компьютере
- Владимир Козлов и Юджин Бор — перевод текстов в буклете на английский язык
- Евгений Мочулов — продюсер
- Александр Докшин — аналоговая реставрация по заказу Bomba-Piter Inc., 2011
- Олег Грабко — продюсер переиздания, 2012

## Критика и приём
По мнению самой группы альбом получился «лёгким и свежим, как воздух после дождя».
Вадим Курылёв: «Настроение альбома, его название и основные музыкальные и поэтические идеи отразили перелом в творчестве ДДТ, произошедший в начале 1990-х годов».
«Актриса весна» получилась не только самым коммерчески успешным альбомом группы за всю её историю, но и одним из самых известных дисков в отечественной рок-музыке в целом. Песня «Что такое осень» стала народной, а снятый на неё клип показывался на телевидении. Многие другие композиции («Дождь», «В последнюю осень», «Родина» и др.) находились в ротации на российских радиостанциях.